# Polythene Pam
Polythene Pam è un brano dei Beatles pubblicato sull'album Abbey Road, anche se era stato in origine concepito per trovare posto nel White Album.

## Descrizione
Polythene Pam venne composta da John Lennon nel periodo del ritiro spirituale a Rishikesh in India, e infatti compare fra i brani dei Kinfauns Demos incisi a casa di George Harrison nel maggio del 1968, pubblicata in quella versione dopo quasi trent'anni su Anthology 3.
Per il titolo e il testo l'autore combinò due eventi del proprio passato. In uno veniva richiamata Pat Hodgett, una fan quattordicenne dei Beatles che seguiva il gruppo al Cavern e nelle trasferte. La ragazza era stata soprannominata Polythene Pat perché aveva l'abitudine di mangiare sacchetti di polietilene. A questo Lennon sovrappose il ricordo di una ragazza, una certa Stephanie, incontrata nel 1963 nelle Channel Islands, che – come si accenna nel testo – vestiva di polietilene. Secondo Tony Bramwell, Pam sarebbe il nome della ragazza che Lennon una notte condivise con il poeta e amico Roystone Ellis a Liverpool. In ricordo di quegli episodi, l'autore canta con un marcato accento del Merseyside, così come può riferirsi agli anni giovanili il ritornello Yeah, yeah, yeah.
Il brano ha la stessa tonalità di Mean Mr. Mustard, che nella scaletta del medley precede Polythene Pam, e questo elemento facilita la fusione dei due pezzi. Si apre con degli accordi della chitarra acustica a dodici corde suonata con forza da Lennon, a imitazione di Pinball Wizard dei Who, brano che in quei giorni trionfava, e affiancano l'autore la batteria di Ringo Starr, il basso Rickenbacker di Paul McCartney e la Les Paul di George Harrison che esegue l'assolo.
Le tre sedute di registrazione ebbero luogo a fine luglio 1969: il 25 venne messa su nastro l'ossatura, il 28 e il 30 furono giornate di sovraincisioni. In tutte e tre le circostanze, Polythene Pam venne incisa come pezzo unico congiunto con She Came In Through the Bathroom Window.
Il riff iniziale della canzone Polythene Pam probabilmente fu fonte di ispirazione ai New Riders of the Purple Sage, nel loro album del 1973 The Adventures of Panama Red con il brano Kick in the Head.

## Formazione
- John Lennon: voce raddoppiata, chitarra a 12 corde
- Paul McCartney: cori, basso elettrico, pianoforte, piano elettrico, chitarra solista
- George Harrison: cori, chitarra solista
- Ringo Starr: batteria[7]